# Марія Мінчева
Марія Мінчева (болг. Мария Минчева, нар. 7 лютого 1952, село Долішнє Ряхово, Сілістринська область) — болгарська спортсменка, веслувальниця на байдарці, чемпіонка світу.
Марія Мінчева — старша сестра Велички Мінчевої, болгарської спортсменки, веслувальниці на байдарці, чемпіонки і призерки чемпіонатів світу.

## Спортивна кар'єра
1973 року на чемпіонаті світу Марія Мінчева з Наташею Петровою в змаганнях байдарок-двійок була восьмою.
1975 року на чемпіонаті світу в змаганнях байдарок-двійок Марія Мінчева склала екіпаж з сестрою Величкою Мінчевою і стала шостою.
На Олімпійських іграх 1976 в Монреалі Марія Мінчева у складі байдарки-двійки з Наташею Янакієвою була сьомою.
1977 року на чемпіонаті світу в Софії Марія Мінчева разом з Розою Бояновою, Наташею Янакієвою і Величкою Мінчевою стала чемпіонкою в змаганнях байдарок-четвірок.
На Олімпійських іграх 1980 в Москві, за відсутності на Олімпіаді через бойкот ряду команд західних та ісламських країн, Мінчева у складі байдарки-двійки з Наташею Янакієвою була дев'ятою.

### Виступи на Олімпіадах
| Олімпіада     | Дисципліна      | Місце |
| ------------- | --------------- | ----- |
| Монреаль 1976 | байдарка-двійка | 7     |
| Москва 1980   | байдарка-двійка | 9     |